# عسکر ابیلدایف
عسکر ابیلدایف (قزاقی: Асқар Зубайдуллаұлы Әбілдаев؛ زادهٔ ۱۶ ژوئن ۱۹۷۱) بازیکن سابق فوتبال اهل قزاقستان است.
در دوران اتحاد جماهیر شوروی فوتبال را از سن ۹ سالگی شروع کرد. در این سن در گروه تمرینی شاختار قراغندی شروع به تمرین کرد. او اولین بازی خود را برای شاختار قراغندی در سال ۱۹۸۶ انجام داد.
وی در تیم ملی فوتبال قزاقستان بازی کرده است.